# Trigonostoma tenerum
Trigonostoma tenerum är en snäckart som först beskrevs av Philippi 1848.  Trigonostoma tenerum ingår i släktet Trigonostoma och familjen Cancellariidae. Inga underarter finns listade i Catalogue of Life.